# Carlia caesius
Carlia caesius är en ödleart som beskrevs av  George R. Zug och ALLISON 2006. Carlia caesius ingår i släktet Carlia och familjen skinkar. Inga underarter finns listade.